# Kinotavr 2010
Le Kinotavr 2010, 21e édition du festival, s'est déroulé du 6 au 13 juin 2010.

## Déroulement et faits marquants
Le film La Trêve de Svetlana Proskourina remporte le Grand Prix, Sergei Loznitsa remporte le Prix de la mise en scène pour My Joy et le Prix du meilleur premier film est remis au film Missing Man d'Anna Fentchenko,.

## Jury[3]
- Karen Chakhnazarov, (président du jury), réalisateur
- Youri Korotkov, scénariste
- Natalia Nusinova, critique
- Maksim Osadchiy, directeur de la photographie
- Ivan Okhlobystine, acteur
- Irina Rakhmanova, actrice
- Joël Chapron, spécialiste du cinéma russe

## Sélection

### En compétition[4]
- Migrant Worker (Гастарбайтер, Gastarbayter) de Yousoup Razykov
- Un autre ciel (Другое небо)(Drougoe Nebo) de Dmitri Mamoulia
- Jit (Жить, Jit) de Youri Bykov
- Le Nombre d'or (Золотое сечение)  de Sergueï Debijev
- Who Am I ? (Кто я ?) de Klim Shipenko
- Reverse Motion d'Andreï Stemkovski
- La Trêve (Перемирие) de Svetlana Proskourina
- Missing Man d'Anna Fentchenko
- Satisfaction d'Anna Matison
- Elephant de Vladimir Karabanov
- Satisfaction d'Anna Matison
- My Joy (Счастье моё, Tchastye moyo) de Sergei Loznitsa
- L'Homme à la fenêtre (Человек у окна) de Dmitri Meskhiev
- Act of Nature d'Aleksandr Loungine et Sergueï Osipyan

## Palmarès[5]
- Grand Prix : La Trêve de Svetlana Proskourina.
- Prix de la mise en scène : Sergei Loznitsa pour My Joy.
- Prix du meilleur premier film : Missing Man d'Anna Fentchenko.
- Prix du meilleur acteur : Ivan Dobronravov pour son rôle dans La Trêve.
- Prix de la meilleure actrice : Maria Zvonaryova pour son rôle dans L'Homme à la fenêtre.
- Prix du meilleur scénario : Reverse Motion.
- Prix de la meilleure photographie : Roman Vasyanov pour Act of Nature.
- Prix de la meilleure musique : Anna Muzytchenko pour Un autre ciel.